# RhB Ge 4/4 II
Les Ge 4/4 II sont des locomotives électriques de ligne à voie métrique de type Bo'Bo' utilisées par les Chemins de fer rhétiques, qui sont le principal réseau de chemin de fer du canton des Grisons en Suisse.
Leur immatriculation est ainsi car ce sont des locomotives électriques à voie métrique (Ge). Elles sont de type Bo'Bo' (4/4) et c'est la deuxième série de la compagnie à avoir ces caractéristiques (II).

## Histoire
Les premières unités sont commandées en octobre 1970. Ces machines ont un aspect similaire au Re 4/4 II des CFF, c'est pour cela qu'ils sont surnommés « Bonsaï Re 4/4 » . La première série de locomotives à thyristors va être livrée dans le courant de l'année 1973. Elle est composée des machines 611 à 620. Pour faire face à l'introduction de l'horaire cadencé en Suisse, le RhB commande une deuxième série de 13 machines les 621 à 633 en 1982 elles seront livrées entre 1984 et 1985. Elles sont alors capable de tracter un train de 185 tonnes et 400 tonnes en unité multiples. Elles sont équipées pour la conduite par réversibilité avec les voitures 1751-1758 et plus récemment avec les 1721-1723 Ces machines étaient à l'origine en livrée verte puis elles sont passées en livrée rouge. Elles ont également reçu de nouveaux feux rectangulaires.

## Services
Toutes les machines sont entretenues par l'atelier de Landquart (Grisons). Elles sont omniprésentes sur tout le réseau sauf sur la ligne de la Bernina. On peut les voir aussi bien en tête d'une rame réversible que d'un train de fret. Elles assurent la traction/pousse des rames réversibles entre Pontresina et Scuol-Tarasp. Elles assurent également les RegioExpress Disentis/Müster-Chur-Landquart-Küblis-Scuol Tarasp ainsi que les trains de fret sur l'ensemble des lignes du réseau.  